# 波米·强巴洛珠
波米·强巴洛珠（藏語：སྤོ་མེས་བྱམས་པ་བློ་གྲོས，威利转写：spo mes byams pa blo gros；1917年—2002年11月20日），男，藏族，西藏察隅人，藏传佛教格鲁派第一世波米活佛。

## 生平
强巴洛珠从小父母便去世了。8岁被认定为察隅格吉寺（一说为曲德寺）的第一世波米活佛，师从经师白玛格桑学藏文、佛经，共学习8年。民国22年（1933年）赴印度朝圣。翌年回到西藏。此后，入甘丹寺学经，至1958年学习了五部大论等佛教典籍。1959年，在拉萨的传昭法会上，获拉然巴格西学位。后来，他回甘丹寺讲经。1960年代起，他历任甘丹寺民主管理委员会主任，中国佛教协会理事、中国佛教协会西藏分会副会长。
文化大革命期间，他到甘丹寺下属的一个农场接受劳动改造。1973年，入西藏自治区统战部举办的爱国人士学习班学习，此后赴西藏自治区档案馆、西藏自治区社会科学院宗教研究所任职。1985年，西藏佛学院成立，他被调往该佛学院任教，负责教授藏传因明学，后来担任该佛学院院长。1987年，任中国佛教协会副会长、中国佛教协会西藏分会会长。拉萨恢复传昭法会后，任代理甘丹赤巴，主持一年一度的传昭法会。
1995年11月29日，在拉萨大昭寺释迦牟尼像前举行的金瓶掣签仪式上，他亲手掣出第十世班禅额尔德尼的转世灵童，并为第十一世班禅额尔德尼剃度、取法名，任第十一世班禅额尔德尼的经师。2002年9月，任中国佛教协会咨仪委员会副主席。他曾担任任第7、8届全国政协委员，西藏自治区政协常务委员。晚年，他在拉萨大昭寺居住，并且为高级学经班喇嘛教授佛经。
2002年11月20日，波米·强巴洛珠在拉萨大昭寺圆寂。